# The Masked Singer (Vereinigte Staaten)/Staffel 12
Die zwölfte Staffel der US-amerikanischen Musikshow The Masked Singer wurde vom 25. September bis zum 18. Dezember 2024 auf Fox ausgestrahlt. Moderiert wurde sie von Nick Cannon. Das Rateteam bestand aus dem Sänger Robin Thicke, der Moderatorin Jenny McCarthy, dem Schauspieler Ken Jeong und der britischen Sängerin Rita Ora. Sieger wurden Boyz II Men als Buffalos.

## Rateteam
| Folge | Ständige Mitglieder | Ständige Mitglieder | Ständige Mitglieder | Ständige Mitglieder |
| ----- | ------------------- | ------------------- | ------------------- | ------------------- |
| 1     | Robin Thicke        | Jenny McCarthy      | Ken Jeong           | Rita Ora            |
| 2     | Robin Thicke        | Jenny McCarthy      | Ken Jeong           | Rita Ora            |
| 3     | Robin Thicke        | Jenny McCarthy      | Ken Jeong           | Rita Ora            |
| 4     | Robin Thicke        | Jenny McCarthy      | Ken Jeong           | Rita Ora            |
| 5     | Robin Thicke        | Jenny McCarthy      | Ken Jeong           | Rita Ora            |
| 6     | Robin Thicke        | Jenny McCarthy      | Ken Jeong           | Rita Ora            |
| 7     | Robin Thicke        | Jenny McCarthy      | Ken Jeong           | Rita Ora            |
| 8     | Robin Thicke        | Jenny McCarthy      | Ken Jeong           | Rita Ora            |
| 9     | Robin Thicke        | Jenny McCarthy      | Ken Jeong           | Rita Ora            |
| 10    | Robin Thicke        | Jenny McCarthy      | Ken Jeong           | Rita Ora            |
| 11    | Robin Thicke        | Jenny McCarthy      | Ken Jeong           | — 1                 |
| 12    | Robin Thicke        | Jenny McCarthy      | Ken Jeong           | Rita Ora            |

William Shatner (Folge 1), Kevin Bacon (Folge 2), Nikki Glaser und Joel McHale (Folge 4) sowie die Peanuts (Folge 9) hatten Gastauftritte, ohne Mitglied im Rateteam zu sein. Daneben sang der ehemalige Teilnehmer Nick Lachey am Anfang des Finales ein Lied.

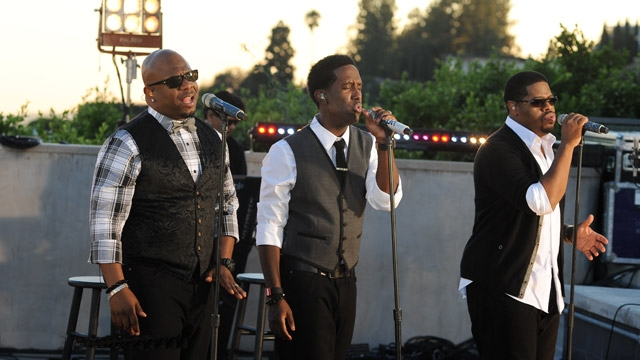
Boyz II Men, Gewinner der zwölften Staffel

## Teilnehmer
15 ehemalige Kandidaten sind in der Staffel „Botschafter“. Sie präsentieren in jeder Folge Hinweise über je einen Teilnehmenden, zu dem sie eine zunächst nicht näher beschriebene „besondere Verbindung“ haben.
McCarthy entschied sich, die Ding Dong Keep It On Bell für den Kandidaten Goo zu betätigen. Mit der Glocke können die Mitglieder des Rateteams seit der neunten Staffel eigentlich bereits ausgeschiedene Teilnehmende vor der Demaskierung bewahren.
| Platz | Kostüm                            | Person              | Bekannt als                        | Botschafter       | Aus in Folge | Quelle        |
| ----- | --------------------------------- | ------------------- | ---------------------------------- | ----------------- | ------------ | ------------- |
| 1     | Buffalos (Büffel)                 | Boyz II Men         | Band                               | Nick Lachey       | 12           | [ 14 ] [ 15 ] |
| 2     | Wasp (Wespe)                      | Mario               | Sänger                             | Ne-Yo             | 12           | [ 16 ] [ 17 ] |
| 3     | Strawberry Shortcake              | Amanda Michalka     | Sängerin, Schauspielerin           | Hayley Orrantia   | 11           | [ 18 ] [ 19 ] |
| 4     | Goo G (Glibber)                   | Kobie Turner        | American-Football-Spieler          | Keenan Allen      | 10           | [ 20 ] [ 21 ] |
| 5     | Sherlock Hound                    | Bronson Arroyo      | Baseballspieler                    | Barry Zito        | 9            | [ 22 ] [ 23 ] |
| 6     | Royal Knight (Königlicher Ritter) | Jana Kramer         | Sängerin, Schauspielerin           | Savannah Chrisley | 9            | [ 24 ] [ 25 ] |
| 7     | Ice King (Eiskönig)               | Drake Bell          | Sänger, Schauspieler               | Hanson            | 8            | [ 26 ] [ 27 ] |
| 8     | Macaron                           | Bethany Hamilton    | Surferin                           | Willie Robertson  | 7            | [ 28 ] [ 29 ] |
| 9     | Bluebell (Hasenglöckchen)         | Natalie Imbruglia   | Sängerin, Schauspielerin           | Kelly Osbourne    | 6            | [ 30 ] [ 31 ] |
| 10    | Chess Piece (Schachfigur)         | Laverne Cox         | Schauspielerin                     | Nikki Glaser      | 5            | [ 32 ] [ 33 ] |
| 11    | Dust Bunny (Wollmaus)             | Andy Richter        | Entertainer, Komiker, Schauspieler | Dick Van Dyke     | 4            | [ 34 ] [ 35 ] |
| 12    | Ship (Schiff)                     | Paula Cole          | Sängerin                           | Jewel             | 3            | [ 36 ] [ 37 ] |
| 13    | Woodpecker (Specht)               | Marsai Martin       | Schauspielerin                     | Jenifer Lewis     | 3            | [ 38 ] [ 39 ] |
| 14    | Showbird                          | Yvette Nicole Brown | Schauspielerin                     | Joel McHale       | 2            | [ 40 ] [ 41 ] |
| 15    | Leaf Sheep (Blattschaf)           | John Elway          | American-Football-Spieler          | DeMarcus Ware     | 1            | [ 42 ] [ 43 ] |

Michalka erhielt zunächst das Angebot, gemeinsam mit ihrer Schwester Alyson an der Staffel teilzunehmen, letztere sagte jedoch aufgrund ihrer Schwangerschaft ab.
Einige Kandidaten sangen nach ihrer Demaskierung nicht wie bei The Masked Singer sonst üblich ein vorher dargebotenes Lied, sondern ein eigenes. Dabei handelte es sich um Cole (I Don’t Want to Wait), Michalka (Potential Break Up Song ihres Duos Aly & AJ), Mario (Let Me Love You) und Boyz II Men (Motownphilly).
Brown war einige Jahre vor ihrer Teilnahme in der elften Episode der dritten Staffel Gastmitglied im Rateteam. Zudem gewann Imbruglia als Panda die dritte Staffel der britischen Version.

## Folgen
|   | Kostüm     | Lied, Originalinterpret                   | Ergebnis      |                      |
|   | Rita Ora 2 | Who Can It Be Now? – Men at Work          | —             |                      |
|   |            |                                           |               | Indizien-Gegenstand  |
| 1 | Buffalos   | (I Just) Died in Your Arms – Cutting Crew | Gewonnen      | Krone                |
| 2 | Woodpecker | Flowers – Miley Cyrus                     | Gewonnen      | Weltrekord-Plakette  |
| 3 | Leaf Sheep | I Like It, I Love It – Tim McGraw         | Ausgeschieden | Hall of Fame-Trophäe |
| 4 | Showbird   | Just Fine – Mary J. Blige                 | Gewonnen      | Popcorn              |
| 5 | Ship       | Pompeii – Bastille                        | Gewonnen      | Cowboyhut            |

|   | Kostüm         | Lied, Originalinterpret                      | Ergebnis      |                                                              |
|   | Robin Thicke 2 | Footloose – Kenny Loggins                    | —             |                                                              |
|   |                |                                              |               | Indizien-Gegenstand                                          |
| 1 | Showbird       | Let’s Hear It for the Boy – Deniece Williams | Ausgeschieden | Hip-Hop-Spieluhr                                             |
| 2 | Ship           | Almost Paradise – Mike Reno & Ann Wilson     | Gewonnen      | Fotos von Kevin Bacon, Melissa Etheridge und Whoopi Goldberg |
| 3 | Woodpecker     | Holding Out for a Hero – Bonnie Tyler        | Gewonnen      | Tennisschuhe                                                 |
| 4 | Buffalos       | Waiting for a Girl Like You – Foreigner      | Gewonnen      | Traktor mit Aufschrift Mo-town                               |

|               | Kostüm            | Lied, Originalinterpret                  | Ergebnis      |                                      |
|               | Gruppenfinalisten | High Hopes – Panic! at the Disco         | —             |                                      |
|               |                   |                                          |               | Indizien-Gegenstand                  |
| 1             | Ship              | Because the Night – Patti Smith Group    | Gewonnen      | Glückwunschschreiben von LeAnn Rimes |
| 2             | Woodpecker        | Put Your Records On – Corinne Bailey Rae | Ausgeschieden | Brille                               |
| 3             | Buffalos          | Bitter Sweet Symphony – The Verve        | Gewonnen      | T-Shirt mit Aufschrift halftime show |
| Battle Royale |                   |                                          |               |                                      |
| 5             | Ship              | Go Your Own Way – Fleetwood Mac          | Ausgeschieden |                                      |
| 6             | Buffalos          | Go Your Own Way – Fleetwood Mac          | Gewonnen      |                                      |

|   | Kostüm                    | Lied, Originalinterpret               | Ergebnis      |                     |
|   | Rita Ora & Robin Thicke 2 | Rock You Like a Hurricane – Scorpions | —             |                     |
|   |                           |                                       |               | Indizien-Gegenstand |
| 1 | Wasp                      | Rock Your Body – Justin Timberlake    | Gewonnen      | Sneaker             |
| 2 | Chess Piece               | Believe – Cher                        | Gewonnen      | Tennisschuhe        |
| 3 | Bluebell                  | We Belong – Pat Benatar               | Gewonnen      | Inlineskates        |
| 4 | Dust Bunny                | Sweet Caroline – Neil Diamond         | Ausgeschieden | Schlittschuhe       |
| 5 | Goo                       | Lose Control – Teddy Swims            | Gewonnen      | Stollen             |

|   | Kostüm      | Lied, Originalinterpret      | Ergebnis      |                     |
|   | Ken Jeong 2 | I’m Just Ken – Ryan Gosling  | —             |                     |
|   |             |                              |               | Indizien-Gegenstand |
| 1 | Bluebell    | Dance the Night – Dua Lipa   | Gewonnen      | Astronautin-Barbie  |
| 2 | Goo         | Miss Independent – Ne-Yo     | Gewonnen      | Barbie-Puppenhaus   |
| 3 | Chess Piece | I’m Every Woman – Chaka Khan | Ausgeschieden | Barbie-Schminktisch |
| 4 | Wasp        | Skyscraper – Demi Lovato     | Gewonnen      | Barbiepuppen        |

|               | Kostüm            | Lied, Originalinterpret                         | Ergebnis      |                     |
|               | Gruppenfinalisten | Fun, Fun, Fun – The Beach Boys                  | —             |                     |
|               |                   |                                                 |               | Indizien-Gegenstand |
| 1             | Goo               | The House of the Rising Sun                     | Gewonnen      | Trillerpfeife       |
| 2             | Bluebell          | Do You Love Me – The Contours                   | Ausgeschieden | Vegemite-Sandwich   |
| 3             | Wasp              | Ain’t No Way – Aretha Franklin                  | Gewonnen      | Million-Dollar-Note |
| Battle Royale |                   |                                                 |               |                     |
| 5             | Goo               | I Heard It Through the Grapevine – The Miracles | Glocke        |                     |
| 6             | Wasp              | I Heard It Through the Grapevine – The Miracles | Gewonnen      |                     |

|   | Kostüm               | Lied, Originalinterpret                  | Ergebnis      | Indizien-Worte                     |
| - | -------------------- | ---------------------------------------- | ------------- | ---------------------------------- |
| 1 | Royal Knight         | Yoü and I – Lady Gaga                    | Gewonnen      | ready to sleigh                    |
| 2 | Sherlock Hound       | Under the Bridge – Red Hot Chili Peppers | Gewonnen      | #1 Hit                             |
| 3 | Ice King             | Tonight Tonight – Hot Chelle Rae         | Gewonnen      | drop the fire beat                 |
| 4 | Macaron              | Call Me Maybe – Carly Rae Jepsen         | Ausgeschieden | break a leg                        |
| 5 | Strawberry Shortcake | Slow Burn – Kacey Musgraves              | Gewonnen      | unstoppable blooming all year long |

|   | Kostüm                   | Miley-Cyrus-Lied    | Ergebnis      |                        |
|   | Übrige Gruppenmitglieder | Party in the U.S.A. | —             |                        |
|   |                          |                     |               | Indizien-Gegenstand    |
| 1 | Sherlock Hound           | Used to Be Young    | Gewonnen      | Blonde Perücke         |
| 2 | Ice King                 | Midnight Sky        | Ausgeschieden | Teen Choice Award 2008 |
| 3 | Strawberry Shortcake     | Wrecking Ball       | Gewonnen      | Boxhandschuhe          |
| 4 | Royal Knight             | When I Look at You  | Gewonnen      | Nashville-Ortsschild   |

|               | Kostüm                    | Lied, Originalinterpret                                    | Ergebnis      |                                            |
|               | Rita Ora & Robin Thicke 2 | You Make My Dreams – Hall & Oates                          | —             |                                            |
|               |                           |                                                            |               | Indizien-Gegenstand                        |
| 1             | Strawberry Shortcake      | I Hope You Dance – Lee Ann Womack feat. Sons of the Desert | Gewonnen      | Mausohren                                  |
| 2             | Royal Knight              | Holiday – Madonna                                          | Ausgeschieden | Buch mit Aufschrift best selling author    |
| 3             | Sherlock Hound            | Ho Hey – The Lumineers                                     | Gewonnen      | Ofenhandschuh mit Aufschrift pitch perfect |
| Battle Royale |                           |                                                            |               |                                            |
| 5             | Sherlock Hound            | Shivers – Ed Sheeran                                       | Ausgeschieden |                                            |
| 6             | Strawberry Shortcake      | Shivers – Ed Sheeran                                       | Gewonnen      |                                            |

|           | Kostüm               | Lied, Originalinterpret                | Ergebnis      |
| --------- | -------------------- | -------------------------------------- | ------------- |
| 1         | Wasp                 | Standing Next to You – Jung Kook       | Gewonnen      |
| 2         | Goo                  | Iris – Goo Goo Dolls                   | Vielleicht    |
| 3         | Strawberry Shortcake | Closer – Tegan and Sara                | Vielleicht    |
| 4         | Buffalos             | You’re Still the One – Shania Twain    | Gewonnen      |
| Smackdown |                      |                                        |               |
| 5         | Goo                  | Hold On, I’m Comin’ – Sam & Dave       | Ausgeschieden |
| 6         | Strawberry Shortcake | Scars to Your Beautiful – Alessia Cara | Gewonnen      |

|              | Kostüm               | Lied, Originalinterpret            | Ergebnis      |               |
|              | Halbfinalisten       | Some Nights – Fun                  | —             |               |
|              |                      |                                    |               | Indizien-Wort |
| 1            | Strawberry Shortcake | Lose You to Love Me – Selena Gomez | Vielleicht    | Press Tour    |
| 2            | Buffalos             | Africa – Toto                      | Vielleicht    | Donnie        |
| 3            | Wasp                 | Beautiful Things – Benson Boone    | Gewonnen      | Nashville     |
| Smack Royale |                      |                                    |               |               |
| 5            | Strawberry Shortcake | Counting Stars – OneRepublic       | Ausgeschieden |               |
| 6            | Buffalos             | Counting Stars – OneRepublic       | Gewonnen      |               |

|                   | Kostüm        | Lied, Originalinterpret                                  | Ergebnis      |
| ----------------- | ------------- | -------------------------------------------------------- | ------------- |
|                   | Nick Lachey 2 | It’s the Most Wonderful Time of the Year – Andy Williams | —             |
|                   |               |                                                          |               |
| 1                 | Wasp          | When I Was Your Man – Bruno Mars                         | —             |
| 2                 | Buffalos      | Somebody That I Used to Know – Gotye feat. Kimbra        | —             |
| Zweiter Durchgang |               |                                                          |               |
| 5                 | Wasp          | I’m Your Baby Tonight – Whitney Houston                  | Zweiter Platz |
| 6                 | Buffalos      | Too Good at Goodbyes – Sam Smith                         | Gewinner      |

## Einschaltquoten
| Folge | Datum         | Live      | Live                 | Quelle |
| Folge | Datum         | Zuschauer | Rating/Share (18–49) | Quelle |
| ----- | ------------- | --------- | -------------------- | ------ |
| 1     | 25. Sep. 2024 | 2,90 Mio. | 0,5/6                | [ 52 ] |
| 2     | 2. Okt. 2024  | 2,86 Mio. | 0,4/5                | [ 53 ] |
| 3     | 9. Okt. 2024  | 2,60 Mio. | 0,4/4                | [ 54 ] |
| 4     | 16. Okt. 2024 | 2,81 Mio. | 0,4/5                | [ 55 ] |
| 5     | 23. Okt. 2024 | 2,77 Mio. | 0,3/4                | [ 56 ] |
| 6     | 6. Nov. 2024  | 2,91 Mio. | 0,4/5                | [ 57 ] |
| 7     | 13. Nov. 2024 | 2,98 Mio. | 0,4/5                | [ 58 ] |
| 8     | 20. Nov. 2024 | 2,69 Mio. | 0,3/4                | [ 59 ] |
| 9     | 28. Nov. 2024 | 5,16 Mio. | 1,2/11               | [ 60 ] |
| 10    | 4. Dez. 2024  | 2,76 Mio. | 0,3/5                | [ 61 ] |
| 11    | 11. Dez. 2024 | 3,12 Mio. | 0,4/5                | [ 62 ] |
| 12    | 18. Dez. 2024 | 3,16 Mio. | 0,4/5                | [ 63 ] |